# كارا سيلفرمان
كارا سيلفرمان (بالإنجليزية: Cara Silverman)‏ هي مونتيرة أمريكية، ولدت في 24 سبتمبر 1959، وتوفيت في 22 سبتمبر 2014 في لوس أنجلوس في الولايات المتحدة.

## وصلات خارجية
- كارا سيلفرمان على موقع IMDb (الإنجليزية)
- كارا سيلفرمان على موقع ألو سيني (الفرنسية)
- كارا سيلفرمان على موقع أول موفي (الإنجليزية)
- كارا سيلفرمان على موقع قاعدة بيانات الأفلام السويدية (السويدية)
- كارا سيلفرمان على موقع قاعدة بيانات الفيلم (الإنجليزية)
- كارا سيلفرمان على موقع كينوبويسك (الروسية)